# غوفر غربي
غوفر غربي (الاسم العلمي: Thomomys mazama) هو نوع من الحيوانات يتبع جنس غوفر جيبي من فصيلة الغوفرية.